# 倉敷市立玉島小学校
倉敷市立玉島小学校（くらしきしりつ たましましょうがっこう）は、岡山県倉敷市の西部の玉島地区にある市立小学校。

## 沿革
- 1908年4月 - 玉島尋常高等小学校として創立
- 1941年4月1日 - 玉島町立玉島国民学校と改称
- 1947年4月1日 - 玉島小学校と改称
- 1952年1月 - 玉島市立玉島小学校と改称
- 1967年2月1日 - 倉敷市立玉島小学校と改称
- 1998年11月 - 岡山県特別よい歯の学校表彰
- 2007年 - 100周年記念式典

## 通学区域
- 倉敷市
  - 玉島1丁目
  - 玉島2丁目(21番から29番までを除く。)
  - 玉島3丁目のうち1番から9番まで及び23番
  - 玉島638番地から733番地まで，1300番地から1338番地まで，1340番地から1668番地まで，1697番地から1737番地まで，1896番地から1933番地まで及び1955番地から1977番地まで
  - 玉島乙島4738番地から4741番地まで，4742番地の2,4742番地の6,4742番地の7,4749番地の2から4861番地まで，4862番地の2,4862番地の3及び4872番地の1から4884番地まで
  - 玉島阿賀崎1丁目から5丁目まで
  - 玉島阿賀崎931番地から1570番地まで，1573番地から1739番地まで，1795番地の1から1795番地の3まで，1797番地から1852番地まで及び1894番地から1976番地まで
  - 玉島中央町1丁目から3丁目まで
  - 玉島柏島1番地から350番地まで，352番地から391番地まで，400番地から402番地まで，404番地から423番地まで，440番地，443番地から460番地まで，490番地から509番地まで，561番地から578番地まで，617番地から696番地まで，698番地，716番地から729番地の1まで，729番地の5から870番地まで，872番地から873番地まで，896番地から902番地まで，911番地から913番地の3まで及び913番地の6から920番地の12まで
  - 玉島八島1番地から22番地まで，143番地から234番地まで，238番地から778番地まで，778番地の3780番地の1から780番地の4まで，797番地の3から798番地まで，799番地の3から803番地まで及び889番地から908番地まで[2]

## 進学先中学校
- 倉敷市立玉島東中学校 - 玉島，玉島1丁目から3丁目まで，玉島乙島，玉島阿賀崎1丁目の1番，3番から6番まで，10番及び11番の地区，玉島中央町1丁目の1番から3番まで，6番から12番まで及び16番から18番までの地区[3]
- 倉敷市立玉島西中学校 - 玉島阿賀崎，玉島阿賀崎1丁目の2番及び7番から9番までの地区，玉島阿賀崎2丁目から5丁目まで，玉島中央町1丁目の4番，5番，13番から15番まで及び19番から25番までの地区，玉島中央町2丁目及び3丁目，玉島柏島，玉島八島[3]

## 校区内の主な施設
- 岡山県立玉島高等学校

## 交通
- JR西日本山陽本線新倉敷駅より徒歩30分

## 通学区域が隣接している学校
- 倉敷市立柏島小学校
- 倉敷市立富田小学校
- 倉敷市立長尾小学校
- 倉敷市立上成小学校
- 倉敷市立乙島小学校

## 所在地
- 郵便番号：713-8121
- 住所：岡山県倉敷市玉島阿賀崎三丁目3番1号